# Römisch-katholische Kirche in Kenia
Die römisch-katholische Kirche in Kenia ist Teil der weltweiten römisch-katholischen Kirche.

## Geschichte

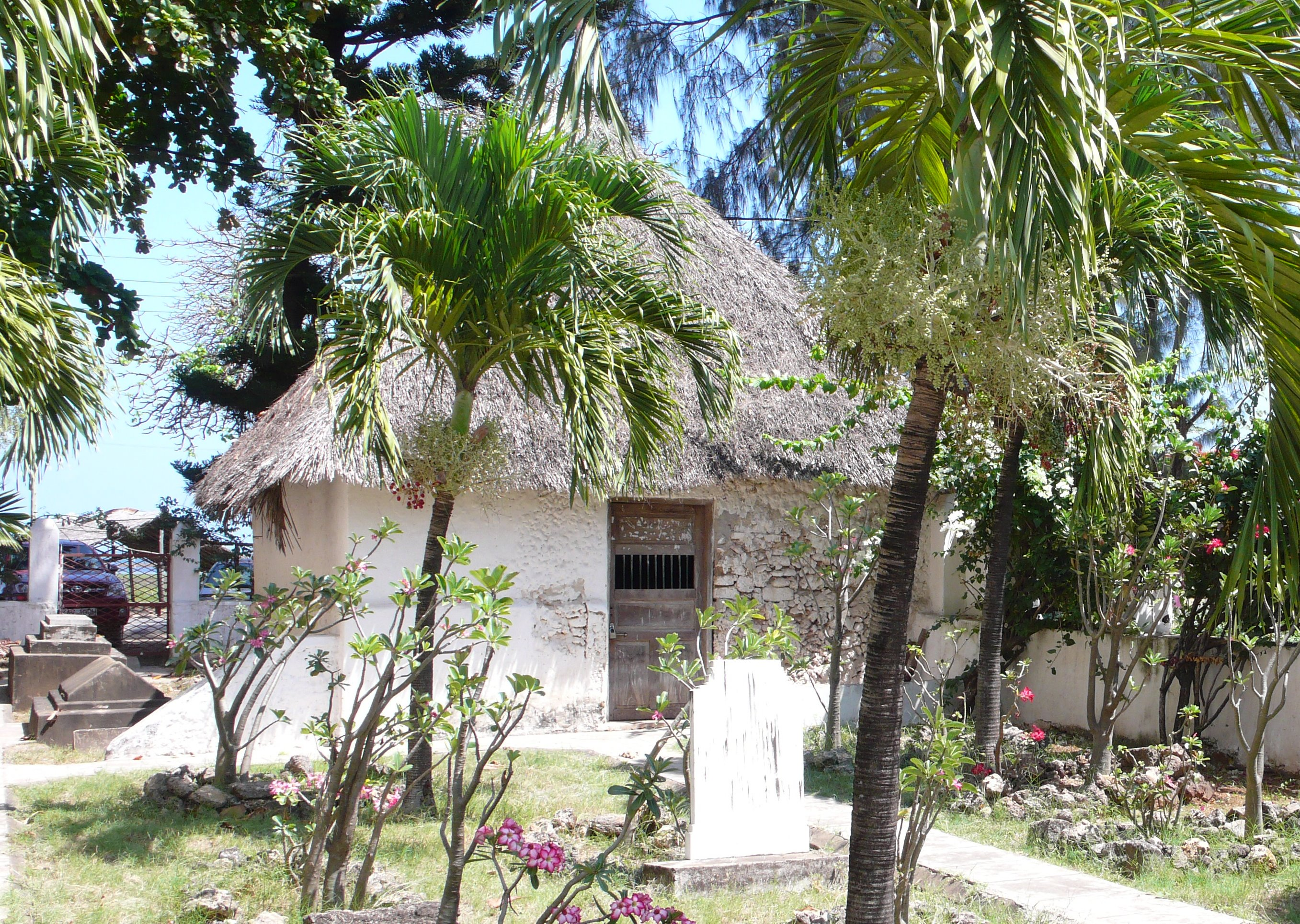
Vasco da Gama Church in Malindi

Die Geschichte der katholischen Kirche in Kenia begann 1498, als Vasco da Gama an der Küste vor Malindi ein Holzkreuz aufstellte und eine Kirche baute, die als älteste katholische Kirche in Ostafrika gilt. Eine erste katholische Gemeinschaft mit ungefähr 600 Mitgliedern gab es 1599 unter den Augustinern in Mombasa. 1860 ließen sich die Spiritaner in Kenia nieder und gründeten in den Jahren 1889 bis 1892 Missionsstationen in Tana River, Bura und Mombasa. 1902 eröffneten die Consolata-Missionare Stationen in Zentralkenia, ein Jahr später ließ sich die Missionsgesellschaft vom hl. Joseph von Mill Hill in Kikumu nieder. 1926 wurden mit Nyeri, Kisumu, Sansibar (Nairobi) und Meru die ersten Apostolischen Vikariate gegründet, im Jahr darauf wurden die ersten kenianischen Priester ordiniert. Die ersten Bistümer, Nairobi, Nyeri, Meru und Kisumu entstanden 1953. Vier Jahre später wurde mit Maurice Michael Otunga der erste Kenianer zum Bischof geweiht. Otunga wurde 1973 auch der erste aus Kenia stammende Kardinal. 1990 kamen zum Erzbistum Nairobi die Erzbistümer Nyeri, Mombasa und Kisumu hinzu. Im Jahr 2002 wurde das Bistum Maralal und im Jahr 2023 das Bistum Wote gegründet.

## Organisation
Beim Zensus 2019 gaben 9.726.169 der 47.213.282 gezählten Kenianer (= 20,6 %) an, katholisch zu sein. Das bedeutet, dass der Bevölkerungsanteil der Katholiken gesunken ist; das Annuarium Statisticum Ecclesiae, das amtliche vatikanische statistische Jahrbuch, hatte 2004 noch einen Bevölkerungsanteil von 24,9 % angegeben.
Kenia untergliedert sich in vier Erzbistümer, 22 Bistümer, ein Militärordinariat und ein Apostolisches Vikariat. Die 1961 gegründete kenianische Bischofskonferenz (Kenya Episcopal Conference) hat ihren Sitz in Nairobi. Der Vorsitzende ist seit Juli 2021 Erzbischof Martin Kivuva Musonde. Der Bischofskonferenz gehörten 2009 24 Bischöfe an. 2004 gab es 726 Pfarreien mit 1.194 Priestern, 722 Ordensbrüdern und 3.719 Ordensschwestern.
Der Heilige Stuhl und Kenia unterhalten seit 1965 diplomatische Beziehungen. Apostolischer Nuntius ist seit Februar 2019 Erzbischof Hubertus van Megen.
Die katholische Kirche unterhielt 2009 70 Krankenhäuser in Kenia, dazu weitere soziale Einrichtungen wie Altenheime, Schulen und Wohnheime für körperlich und geistig Behinderte, Kinderheime und Waisenhäuser, Primary und Secondary Schools. In Nairobi gibt es vier von der katholischen Kirche geleitete Hochschulen.

## Gliederung
- Erzbistum Kisumu
  - Bistum Bungoma
  - Bistum Eldoret
  - Bistum Homa Bay
  - Bistum Kakamega
  - Bistum Kapsabet
  - Bistum Kisii
  - Bistum Kitale
  - Bistum Lodwar
- Erzbistum Mombasa
  - Bistum Garissa
  - Bistum Malindi
- Erzbistum Nairobi
  - Bistum Kericho
  - Bistum Kitui
  - Bistum Machakos
  - Bistum Nakuru
  - Bistum Ngong
  - Bistum Wote
- Erzbistum Nyeri
  - Bistum Embu
  - Bistum Isiolo
  - Bistum Maralal
  - Bistum Marsabit
  - Bistum Meru
  - Bistum Muranga
  - Bistum Nyahururu
- Immediat:
  - Kenianisches Militärordinariat